# 大橋彩香のAny Beat!
『大橋彩香のAny Beat!』（おおはしあやかのエニービート!）は、大橋彩香をパーソナリティとして文化放送・超!A&G+にて放送・配信されていたラジオ番組である。

## 概要
パーソナリティの大橋彩香が、好きなことにチャレンジしたり好きな音楽を紹介しあったりする番組。
本番組は、『大橋彩香のわがまま Music Pad』として2016年12月31日 - 2017年4月1日の21:45 - 21:55頃に『A&G TRIBAL RADIO エジソン』のフロート番組で放送され、2017年4月9日より現在のタイトルに改題して独立番組へ移行した。
開始当初はノベルティが無かったが、『こんなのはじめて!』のコーナーのテーマに、「大橋の宣材名刺を自ら作る」というものがあり、後日の放送で、｢このコーナーで作った名刺をノベルティにしてほしい｣というリスナーからの提案を受け、2019年4月から番組の最後に「あやかくじ（くじ引き）」でメールが放送で読まれたリスナー1名だけに、大橋直筆の「えびネーム」（ラジオネーム）が入った名刺が当たることになった。名刺は2020年1月から2代目、2021年4月から3代目の物に変更された。2022年4月より、ノベルティが名刺からステッカーに変わり、2023年3月までは「大橋彩香10周年ステッカー」、同年4月より大橋直筆のイラスト（同年4月2日放送分のオープニングで描いたもの）のステッカーになった。なお、ステッカーに大橋直筆の「えびネーム」を入れるのかは不明であり、ステッカーは完成後に、リスナーにプレゼントとのことである。なお、変わらず、くじで1名のみに当たるようになっていた。
番組内のラジオネームの呼称はリスナーからの提案で、2019年5月から「えびネーム」としていた。
番組の公式Twitterアカウントにて、収録した時の大橋の写真が更新されている。
radiko番組表では、A&Gゾーンの番組としては珍しく独自のバナー画像を設定しておらず、文化放送標準の画像を使用していたが、2022年1月末に番組ページやradikoで画像が設定された。
2023年9月3日、同年10月1日の放送をもって番組が終了することを発表。
2018年10月以降、文化放送・超!A&G+ともに同時放送・配信を行っていた。ただし、収録番組のため文化放送においてプロ野球の日本シリーズ中継や国政選挙の特別番組の関係で放送時間の変更が行われた場合でも超!A&G+の配信時間の変更は行われなかった。
2023年10月1日、6年半に渡って放送された番組はこの日をもって終了した。

### 放送・配信時間
文化放送
- 2017年4月9日 - 2023年10月1日 
  - 毎週日曜日 21:00 - 21:30

超!A&G+
- 2017年4月12日 - 2018年9月26日
  - 毎週水曜日 19:00 - 19:30
- 2018年10月7日 - 2023年10月1日 
  - 毎週日曜日 21:00 - 21:30

## 主なコーナー
普通のお便り
リスナーからのメールを紹介する。以前は番組内のコーナーや、リスナーの日々の出来事についてのメールと、大橋のイベント関連を交互に読んでいた。

わがままMusic Pad
大橋がお薦めの曲を紹介。ゲストが曲を紹介することもある。第53回から第208回までは音楽配信サイト『mora』が番組スポンサーとなっていたため、大橋が『mora』からのインフォメーションを読み上げていた。このため、コーナー名は「わがままMusic Pad from mora」としていた。

チェーンリクエスト
大橋が『お題』の歌詞のフレーズを決めて、リスナーから寄せられたメールの中から2曲の曲名と歌手名と、その理由を紹介するコーナー。その後、紹介した曲のどちらかから大橋が印象に残った歌詞のフレーズを勝手に選び、これを次回の『お題』にして、それに合った曲を募集するというものを繰り返す。
※毎週、放送後に曲名がTwitterに掲載される。『お題』の募集期間は不定期間であり、コーナーが放送するごとに変わる。

ハッピーはっしー年表
大橋のデビュー10周年を祝い、デビューから今までの10年間の出来事の年号で起こった大橋の「幸せになれるニュース・出来事」を募集する。10年のいづれかは決まっており、コーナーの終わりや番組のエンディングの告知で、次回の年号を発表する。

はっしー見習い占い
リスナーのお悩み相談コーナー。近頃悩んでいることをリスナーに送ってもらい、大橋がルノルマンカードよる占いを勉強しつつ、この占いで『近頃の運気が上がる出来事を起こる』という託宣で、悩みを解決する。

ふーミラのこしょこしょ話
大橋いわく、飼い猫の「ふーたそ（本名は「フレア」）」は気が強い感じ、「ミラ」は、図体は大きいが気が弱い。そんな飼い猫2匹が、大橋がいない場所でどんな会話をしているかをリスナーに妄想してもらい、大橋が一人芝居で披露する。

感謝のジュークボックス
大橋がデビューから10年の間で世話になった人々に手紙をしたため、その手紙を披露しつつそのイメージに合った一曲を選び流す。

### 過去のコーナー
理想のイケメン育成計画
大橋の好きそうな二次元イケメンの特徴や条件に基づいて、リスナーと一緒に理想のイケメンを完成する企画。
ロックだなぁ
リスナー自身の出来事でこれはロックなのかを判定してもらうコーナー。ロックと判定された時は「ロックだな」、そうでない時は「ロックじゃないな」と評価される。
風流川柳会
大橋の愛猫｢ふーたそ｣からの企画で、｢ふーたそ｣の近状を紹介している。リスナーから送られたペットの可愛さと風流を交えた川柳を紹介し、風流ポイントが高かったペット川柳を選んで点数をつける。
こんなのはじめて!
やったことのないことを大橋がチャレンジする。この企画の画像はTwitterに反映されることが多い。
ヒーリングリクエスト
リスナーから寄せられた疲れきったエピソードに合った一曲を選び流す。
ハッピーリクエスト
「ヒーリングリクエスト」の逆思考でのコーナー。「お祝いしてほしい出来事」をリスナーから、送ってもらい、それに適する曲を、大橋が選曲し曲を流す。
ドライブスポットリクエスト
毎回、テーマを決めて、リスナーにテーマに沿ったお薦めドライブスポットを紹介するコーナー。
レベルアッププロフィール
大橋がデビュー5周年ということで、「趣味・特技」をレベルアップするべく、リスナーから寄せられた｢趣味・特技｣になれるお題を送ってもらい、大橋が挑戦する特技候補コーナー。
ディアーマイファイブイヤーズ
5年前の自分と、5年後の自分にメッセージを送ってもらうコーナー。
食べるの大好き！ご当地選手権
大橋に勧めたいご当地グルメをリスナーから送ってもらうコーナー。採用されたリスナーの都道府県は1ポイントをゲットする。その中で大橋が一番食べたくなったものは3ポイントゲット。最終的にポイント1位となった都道府県（大阪府となった）には、大橋が、「（コロナが収まってから）直接現地に行き、何かをする」としていた。2022年8月14日放送分で声優デビュー10周年メモリアルブック『Sunflower』の発売記念イベントの際に現地で購入したリスナーからオススメのご当地グルメを、番組の冒頭で実食した。『ポイント』をゲットした都道府県は、放送終了後にTwitterに掲載される。
Big bridge dictionary
身近で起きた現象や特に名前がついてない物などに、大橋が勝手に名前をつけていく。
大橋のファンクラブ「BIG BRIDGE FAMILY」の会員だけで通じる言葉を作っていく。
ジュークボックスエピソード
大橋の楽曲をお題として発表。その曲の歌詞やメロディーなどから連想するエピソードをリスナーから送ってもらい、お題とした曲を流しながら紹介する。
あやかTikTok始めました！
リスナーから、大橋にTikTokに投稿してほしい動画での企画のアイディアを募集するが、大橋の都合で反映されないことが多い。動画は番組のTikTokアカウントに投稿・公開される。コーナーは終了するが、引き続き不定期で更新する。
激おこあやぷん丸
リスナーから、「怒りたくなったエピソード」を基にしたメールを送ってもらい、大橋が気持ちを代弁して代わりに怒る。エピソードに対して大橋から「これは、良くないですねぇ、怒らせていただきます！」というフレーズからお叱りタイムが始まり、どれ程の怒りかをジャッジする。(大)「激おこ」、(中)「ややおこ」、(小)「ノーおこ」とあるが、例外もある。
一問一答イントロどん！
大橋の楽曲をイントロクイズで出題し、次週の放送回で正解発表する。正解したリスナーの中からランダムで、同時に寄せられた大橋への質問に答える。

## ゲスト
- 第14回（2017年7月9日放送）- towana（fhána）
- 第16回（2017年7月23日放送）- 真崎エリカ
- 第24回（2017年9月17日放送）- 前半：大坪由佳、後半：リサ（中学生時代からの親友）
- 第32回（2017年11月12日放送）- 田所あずさ
- 第59回（2018年5月20日放送）- 大石昌良
- 第76回（2018年9月16日放送）- 前半：リサ、後半：Megumi、百花（ダンサー）
- 第128回（2019年9月15日放送）- リサ
- 第180回（2020年9月13日放送）- 板野（ランティスアーティスト担当）
- 第192回（2020年12月6日放送）- 飯塚昌明
- 第193回（2020年12月13日放送）- Kanata Okajima
- 第197回（2021年1月10日放送）- 三宅光幸、TAKAROT
- 第232回（2021年9月12日放送）- 大橋彩香の母親
- 第284回（2022年9月11日放送）- 樋口楓

## テーマソング

### オープニングテーマ
｢ワガママMIRROR HEART｣（第1回 - 第13回）
作詞：真崎エリカ　作曲：加藤裕介　編曲：酒井拓也
｢ユー&アイ｣（第14回 - 第45回）
作詞：中村彼方　作曲・編曲：秋浦智裕
｢NOISY LOVE POWER☆｣（第46回 - 第59回）
作詞：こだまさおり　作曲・編曲：本多友紀
｢シンガロン進化論｣（第60回 - 第81回）
作詞・作曲・編曲：大石昌良
｢ハイライト｣（第82回 - 第114回）
作詞：Kanata Okajima　作曲・編曲：佐伯高志
｢Give Me Five!!!!! ～Thanks my family♡～｣（第115回 - 第184回）
作詞：こだまさおり　作曲・編曲：高田暁
｢にゃんだーわんだーデイズ｣（第185回 - 第189回）
作詞・作曲：mitsuyuki miyake　作曲・編曲：TAKAROT
｢START DASH｣（第190回 - 第226回）
作詞・作曲：水野良樹　編曲：中村タイチ(bluesofa), 白玉雅己
｢#HASHTAG ME｣（第227回 - 第244回）
作詞：カミカオル　作曲・編曲：TAKAROT
｢Esprit De Lumière｣（第245回 - 第261回）
作詞・作曲：TAKUYA　編曲：本間昭光
｢Be My Friend!!!｣（第262回 - ）
作詞：Kanata Okajima, Hayato Yamamoto　作曲：Kanata Okajima, MEG, Hayato Yamamoto　編曲：MEG, Hayato Yamamoto

### エンディングテーマ
｢ワガママMIRROR HEART｣（第1回 - 第13回）
｢ユー&アイ｣（第14回 - 第44回）
｢NOISY LOVE POWER☆｣（第45回 - 第81回）
｢シンガロン進化論｣（第82回 - 第85回）
｢Finding Lover｣（第86回 - 第115回）
作詞：FUNK UCHINO　作曲・編曲：TAKAROT
｢ダイスキ。｣（第116回 - 第125回、第128回 - 第184回）
作詞：Kanata Okajima　作曲：Kanata Okajima, pw.a　編曲：pw.a
｢Conflict｣（第126回 - 第127回）
作詞：Kanata Okajima　作曲：Kanata Okajima, Soma Genda　編曲：Soma Genda
｢Give Me Five!!!!! ～Thanks my family♡～｣（第185回 - 第189回）
｢START DASH｣（第190回）
｢にゃんだーわんだーデイズ｣（第191回 - 第243回）
｢Esprit De Lumière｣（第244回）
｢ワガママMIRROR HEART (アコースティックVer.)｣（第245回 - 第258回）
作詞：真崎エリカ　作曲：加藤裕介　Acoustic Arranged by：村山☆潤
｢Étoile｣（第259回 - ）
作詞：Kanata Okajima　作曲：Kanata Okajima,  MEG　編曲：MEG